# Soto Grimshaw
Soto Grimshaw (1833 - 1900) fue un naturalista argentino, explorador y gaucho. 
Grimshaw nació de padres británicos en la provincia de La Pampa. Creció en el rancho familiar, y devino bien versado en el manejo del ganado con las habilidades de cualquier gaucho. Completó sus estudios en la Universidad de Buenos Aires donde estudió ciencias naturales. 
Así, como naturalista, Grimshaw viajó extensamente por la región amazónica de Brasil descubriendo encima de 350 especies nuevas para la ciencia, de plantas y animales, así como produciendo varias guías de campo de plantas y animales americanas del sur. Muere en 1900 de cólera contraída durante una expedición a la costa de Colombia.

## Abreviatura (zoología)
La abreviatura Grimshaw  se emplea para indicar a Soto Grimshaw como autoridad en la descripción y taxonomía en zoología.